# Lajos Méhelÿ
Dans le nom hongrois Méhelÿ Lajos, le nom de famille précède le prénom, mais cet article utilise l’ordre habituel en français Lajos Méhelÿ, où le prénom précède le nom.
Lajos Méhelÿ (ou Ludwig von Méhely) est un zoologiste hongrois, né le 24 août 1862 à Kisfalud-Szögi et mort le 4 février 1953 à Budapest.

## Biographie
D’origine aristocratique, il fait ses études à l’université de technologie de Budapest et est diplômé en 1880. Il enseigne d’abord dans des écoles du Budapest et de Brassó avant d’entrer au Muséum national hongrois où il s’occupe des amphibiens et des reptiles.
En 1913, il prend la tête du département de zoologie du museum et devient professeur de zoologie et d’anatomie à l’université royale hongroise Péter Pázmány (Magyar Királyi Pázmány Péter Tudományegyetem) de Budapest. Il fait paraître Naturgeschichte der Urbienen en 1936.
Il s’intéresse surtout aux vertébrés et à la paléontologie. Vers la fin de sa vie, il se consacre à l’étude des invertébrés. Partisan des idées de Charles Darwin (1809-1882), il contribue à leur diffusion tant dans ses écrits scientifiques qu’auprès du grand public.
Via la théorie du darwinisme social, il en vient à diffuser des idées racialistes et antisémites en tant que rédacteur en chef du périodique Cél (« le but »), et c'est pourquoi après 1945, il est condamné par un tribunal populaire comme ennemi du peuple et criminel de guerre, et reste emprisonné jusqu'à sa mort en 1953 à l'âge de 90 ans.